# Stronnictwo Chłopskie

Sztandar Stronnictwa Chłopskiego

Stronnictwo Chłopskie (SCh) – partia powstała 2–3 marca 1926 z połączenia odłamu PSL „Wyzwolenie” pod nazwą Jedność Ludowa oraz partii Związek Chłopski. Utworzona została na bazie klubu parlamentarnego Stronnictwo Chłopskie, założonego 12 stycznia 1926 przez Jana Dąbskiego, do którego 22 stycznia 1926 dołączyli parlamentarzyści Związku Chłopskiego. Początkowo SCh poparło przewrót majowy Józefa Piłsudskiego (1926), wkrótce jednak przeszło do opozycji (jeden z jego działaczy, Adolf Sawicki, był nawet aresztowany i sądzony ale ostatecznie uniewinniony w procesie brzeskim). 
Stronnictwo Chłopskie przyjęło swój program 5 czerwca 1927, w którym opowiadało się za ustrojem republikańskim, jednoizbowym parlamentem, reformą rolną bez odszkodowań, oparciem rolnictwa na gospodarstwach chłopskich, upaństwowieniem kopalń i handlu, oddzieleniem Kościoła od państwa. Stronnictwo chłopskie uważało się za klasową organizację chłopską.
Przyjęto również uchwałę o ustanowieniu Święta Ludowego.
W 1927 od SCh oddzieliła się komunizująca grupa Stanisława Wójtowicza, która utworzyła Zjednoczenie Lewicy Chłopskiej Samopomoc. W proteście wobec przejścia SCh do opozycji, z partii wystąpili zwolennicy Jana Stapińskiego, którzy odtworzyli prosanacyjny Związek Chłopski (1928). Stronnictwo Chłopskie 14 września 1929 weszło w skład Centrolewu, co doprowadziło do zbliżenia z PSL „Wyzwolenie” i PSL „Piast”. Ze zjednoczenia tych trzech stronnictw 15 marca 1931 powstało Stronnictwo Ludowe. 
Głównymi działaczami SCh byli: Jan Dąbski (prezes klubu), Andrzej Waleron (prezes partii), Andrzej Pluta, Jan Stapiński, Jan Szafranek, Stefan Tatarczak. Organ prasowy: „Gazeta Chłopska”. 
W 1935 r. Stronnictwo Chłopskie zostało odtworzone jako organizacja prosanacyjna..